# Гусейнов, Этибар Али оглы
Этибар Али оглы Гусейнов (азерб. Hüseynov Etibar Əli oğlu; род. 29 января 1968, Баку) — государственный и политический деятель, журналист-международник. Депутат Милли меджлиса Азербайджанской Республики IV созыва. 

## Биография
Родился Этибар Гусейнов 29 января 1968 году в городе Баку, Республики Азербайджан. Поступил в 1-й класс в школе № 247 Насиминского района города Баку. В 1980 году в связи со сменой места работы отца переехал в Шамкирский район Азербайджанской ССР, где окончил среднюю школу имени Ленина в поселке Кура. В 1985 году поступил в институт строительной инженерии (ныне Архитектурный университет) на факультет гражданско-промышленного строительства. С 1986 по 1988 годы проходил срочную военную службу в Вооружённых силах Советского Союза, служил в Москве. Вернувшись с военной службы, присоединился к студенческому движению, начавшемуся в связи с армяно-азербайджанским конфликтом. Во время событий на площади в ноябре 1988 года и 28 мая 1991 года перед Бакинским государственным университетом был задержан и арестован на 15 суток. С 1992 по 1993 годы проходил обучение в Бакинском Институте журналистики при Союзе журналистов Азербайджана, а затем в 2004 году начал обучение на механико-математическом факультете Бакинского государственного университета.
В 1992 году начал журналистскую деятельность в Независимой газете "Семь дней". В 1994 году по приглашению Молодежной редакции AzTV был приглашен в качестве ведущего на ток-шоу "Три точки". Согласно опросу, проведенному изданными в то время газетами "Экран-эфир" и "Панорама", в 1994-1995 годах это была самая просматриваемая программа.
В 1997 году был назначен главным редактором независимой телепередачи "Virtuose".
В 1998 году стал руководителем бакинского бюро канала НТВ России.
В 2002 году работал на"Лидер ТВ". Здесь он становится автором и продюсером программ "Правда к истине", "Специальный корреспондент". Согласно проведенным опросам, программа "Конец цитаты", автором и ведущим которой он был, в 2003-2007 годах была самой просматриваемой передачей на азербайджанском телевизионном пространстве. "Конец цитаты" транслировался в 2010-2015 годах на канале ATV, а с 2019 года-на канале ARB. За 18 лет в эфир вышло более 1000 выпусков передачи.
В 2005 году он выдвинул свою кандидатуру в депутаты Национального собрания Азербайджана от Шамкирского района, но успеха не добился. В 2010 году он выдвигает свою кандидатуру от Ясамальского района города Баку и, став лидером оппозиции, одерживает уверенную победу над 8 соперниками. С 2010 по 2015 годы он был депутатом Милли меджлиса Азербайджанской Республики IV созыва.
Начатое по инициативе Этибара Гусейнова в 2012 году против бывшего президента СССР Михаила Горбачева движение "Безбородый Горбачев" вызывает большой резонанс и широко освещается ведущими мировыми органами печати. На протяжении длительного времени предлагает восстановить гимн Азербайджанской ССР и обозначить его как гимн города Баку. 
Женат. Воспитал двоих детей. 